# Forte de Santa Maria de Guaxenduba
O Forte de Santa Maria de Guaxenduba localizou-se a nordeste da ilha de São Luís, na baía de São José, à margem direita da foz do rio Munim, na vila velha do Icatu, no litoral do estado do Maranhão, no Brasil.

## História
No contexto da Dinastia Filipina (1580-1640), com o aumento da presença francesa na costa do Maranhão, a resposta espanhola foi o envio de uma expedição composta por quatro navios de guerra e cento e cinquenta soldados reforçados por indígenas flecheiros, em Novembro de 1614, sob o comando do Capitão-mor Jerônimo de Albuquerque Maranhão (1548-1618).
As forças portuguesas acamparam em Guaxenduba, diante da posição francesa no Forte de São José de Itapari, onde ergueram uma defesa com traça do Engenheiro-mor do Estado do Brasil, Francisco de Frias da Mesquita, "que depois de haver acabado com grande louvor a Fortaleza da Lajem do Recife, se ofereceu para acompanhar Jerônimo de Albuquerque." (MARQUES, 1970:280) Os religiosos franciscanos que acompanhavam a expedição "lançaram sortes para a escolha do nome da fortaleza, e saiu o nascimento de Nossa Senhora, e assim se chamou Forte de Santa Maria." (op. cit., p. 280)
Também conhecido como Forte da Natividade ou Forte de Guaxenduba, constituía-se de uma fortificação de campanha assim descrita:
"Era um sexágono [hexágono], onde se assentavam três peças de artilharia em uma esplanada, que para isso fizeram com seus cestões, enquanto os baluartes e cortinas da obra se formavam de grossas vigas, assentadas sobre grades, e cruzadas de peralto de fortes travessas. Foi construída de modo que com os soldados se vigiava e descortinava tudo." (op. cit., p. 280-281)
O forte português, ainda em construção, foi atacado pelas forças de Daniel de La Touche, senhor de La Ravardière, à frente de sete patachos e quarenta e seis canoas de indígenas flecheiros, montando um efetivo de duzentos franceses e cerca de dois mil indigenas. Apesar da desvantagem numérica, as tropas de Jerônimo de Albuquerque e do Sargento-mor Diogo de Campos Moreno resistiram e repeliram com sucesso este efetivo, a 19 de Novembro de 1614 (SOUZA, 1885:71). Em carta desta data, dirigida a Jerônimo de Albuquerque, La Ravardière designa-o como Forte de São Simão (MARQUES, 1970:281).
A 27 de Novembro foi assinado um armistício de um ano entre as partes, para que as duas Coroas - espanhola e francesa -, encontrassem uma saída diplomática. Para isso, o navio francês "Regent" retornou à Europa com emissários portugueses e franceses a bordo, embora não se conheçam os resultados desse esforço diplomático.
Este forte encontra-se cartografado por João Teixeira Albernaz, o velho ("Capitania do Maranhão", c. 1615. Mapoteca do Instituto Histórico e Geográfico Brasileiro, Rio de Janeiro).
Ao redor desta fortificação desenvolveu-se uma pequena povoação, o arraial de Santa Maria de Guaxenduba. Elevada a vila com o nome de Vila d'Águas Boas, posteriormente foi transferida para as margens do rio Munim, onde no final do século XIX se erguia a Vila (hoje cidade) do Icatu. A antiga povoação era, então, designada como Vila velha do Icatu (MARQUES, 1885:141-157).